# پیوتر شویرسزوسکی
پیوتر یاروسواف شویرسزوسکی (انگلیسی: Piotr Jarosław Świerczewski؛ زادهٔ ۸ آوریل ۱۹۷۲) یک بازیکن فوتبال، و ورزشکار اهل لهستان است.
وی همچنین در تیم ملی فوتبال لهستان بازی کرده‌است.